# 托博爾托博爾斯克足球會
托博爾托博爾斯克足球會(FC Tobol Tobolsk (俄语：«Тобол» (Тобольск))）是一支位於俄羅斯托博爾斯克的職業足球會。

## 外部連結
- （俄文） Team statistics at FF （页面存档备份，存于）